# 魚肉ん
魚肉ん（ぎょにくん）は、 日本の漫画家。男性。

## 経歴・特徴
主として、『COMICポプリクラブ』誌に作品を発表していた。コミカルな作風。キャラクターの絵は吉崎観音のものに似ていたが、次第に美麗なキャラクターを描くようになっていった。
ゲーム全般が好き（ADVものはのぞく）。カレーが好き。同人歴は7年から15年くらい。商業誌デビューは同人と同じくらいである。
高校卒業間際に初めて漫画を読んで、嵌まった。友人からすすめられ、Hな絵を描くが好きだったので、男性向け漫画を描くようになった。我流で描き進めてきたので、影響を受けた作家はいない。近年は矢吹健太朗に惹かれている。成人向けではないHな漫画全般が好物とのこと。可愛い系のショタコンH系漫も。男数人で責めるパターンや、おっぱい、むっちり、元気、おとなしめの不思議ちゃんが好み。人外娘も興味あり。大胆な構図に留意しつつ、デブにならぬように肉付きもよく、むっちり感を今風にして出すこと、ぱっとみてエロい絵だと分かるように絵作りをこころがけている。
女の子のブルマー・黒系のストッキング・スパッツ・スクール水着・パンティーなどにこだわりがある。

## 作品リスト

### 単行本
1. 『女の子はがんばる!』 （2000年9月発売、メディアックス〈MDコミックス〉、ISBN 4-89613-427-3）
2. 『らんぶるらんぶる!!』 （2005年11月25日発売[4]、晋遊舎〈晋遊舎コミックス〉、ISBN 4-88380-497-6）
  - 「らんぶるシすター♥」 （COMICポプリクラブ 2005年4月号）
  - 「らんぶるシすター♥ RETERN」 （COMICポプリクラブ 2005年11月号）
  - 「ず～っとご主人さま!!」 （COMICポプリクラブ 2005年9月号）
  - 「ず～っとご主人さま!! ご奉仕その2」 （COMICポプリクラブ 2005年9月号）
  - 「ふぁみれす DE 杏子ちゃん♥」 （COMICポプリクラブ 2005年7月号）
  - 「ふぁみれす DE 杏子ちゃん♥ EPISODEⅡ」 （COMICポプリクラブ 2005年8月号）
  - 「みらくるシすター♥」 （COMICポプリクラブ 2005年6月号）
  - 「けあふりしスたー♥」 （COMICポプリクラブ 2005年5月号）
  - 「神ノ元神社のねみみ」 （二次元ドリームマガジン 2004年vol.16）
  - 「めに☆めにLOVE!!」 （コミックメガストア 2001年9月号）
  - 「めに☆めにLOVE!! めにめにの２!!」 （コミックメガストア 2002年3月号）
  - 「スパッツと開脚でお兄ちゃん（短篇イラスト）」 （コミックPOT 2003年2月号）
  - 『らんぶるらんぶる!!』新装版 （2008年4月25日発売[5]、マックス〈ポプリコミックス〉、ISBN 978-4-903491-64-6）
「続・神ノ元神社のねみみ」 （描き下ろし）
3. 『OKOTA』 （2006年10月27日発売、晋遊舎〈晋遊舎コミックス〉、ISBN 4-88380-497-6）
  - 「おこた♥」 （COMICポプリクラブ 2006年1月号）
  - 「OSENBEI☆リベンジ」 （COMICポプリクラブ 2006年10月号）
  - 「お盆祭に約束を♥」 （COMICポプリクラブ 2006年9月号）
  - 「オフィスの掟!」 （COMICポプリクラブ 2006年8月号）
  - 「雨恋」 （COMICポプリクラブ 2006年7月号）
  - 「嘘+本当!」 （COMICポプリクラブ 2006年6月号）
  - 「おとしだま。」 （COMICポプリクラブ 2006年2月号）
  - 「ティーチャーWITHIN!」 （COMICポプリクラブ 2006年4月号）
  - 「下宿DEポン!!」 （COMICポプリクラブ 2006年5月号）
  - 「信じる事と、想う事と」 （COMICポプリクラブ 2006年3月号）
  - 『OKOTA』新装版 （2008年4月25日発売[6]、マックス〈ポプリコミックス〉、ISBN 978-4-90349-165-3）
「おこた♥その後?」 （描き下ろし）
4. 『召喚少女 〜ElementalGirl Calling〜』 （2007年11月6日発売、原作：VRIDGE、角川書店〈角川コミックス・エース〉、ISBN 978-4-04-713958-9）
  - コンプエース2006年 VOL.11 - VOL.15〈月刊コンプティーク3月号増刊 - 7月号増刊〉、8月号連載
  - call コミックス発売記念スペシャル♥ （月刊コンプエース 2008年1月号掲載）
5. 『妹まつり』 （2008年4月25日発売[7]、マックス〈ポプリコミックス〉、ISBN 978-4-90349-162-2）
  - 「妹のクリスマス♪」 （COMICポプリクラブ 2007年1月号）
  - 「妹のぱんつ♥」 （COMICポプリクラブ 2006年12月号）
  - 「妹の心は大人味♥」 （COMICポプリクラブ 2007年10月号）
  - 「妹の心は大人味♥-春編-」 （COMICポプリクラブ 2007年11月号）
  - 「妹＋妹＝妹!!」 （COMICポプリクラブ 2007年12月号）
  - 「世話好き妹の強がりとは!?」 （COMICポプリクラブ 2008年1月号）
  - 「史上最悪節分!」 （COMICポプリクラブ 2008年3月号）
  - 「アノ卒業コノ卒業」 （COMICポプリクラブ 2008年4月号）
  - 「妹のコスプレ論!?」 （COMICポプリクラブ 2008年2月号）
  - 「妹のコスプレ論!?その後?」 （描き下ろし）
6. 『御主人様専用!?兄様専用』 （2009年7月23日発売[8]、マックス〈ポプリコミックス〉、ISBN 978-4-86379-002-5）
  - わんわん気分♪ ZERO （描き下ろし）
  - わんわん気分♪ （COMICポプリクラブ 2009年7月号）
  - 平均的アンバランス #1 （COMICポプリクラブ 2008年7月号）
  - 平均的アンバランス #2 （COMICポプリクラブ 2008年9月号）
  - 平均的アンバランス #3 （COMICポプリクラブ 2008年10月号）
  - 平均的アンバランス #4 （COMICポプリクラブ 2008年11月号）
  - 平均的アンバランス #5 （COMICポプリクラブ 2008年12月号）
  - 平均的アンバランス #6 （COMICポプリクラブ 2009年1月号）
  - 平均的アンバランス #7 （COMICポプリクラブ 2009年2月号）
  - 平均的アンバランス #8 （COMICポプリクラブ 2009年3月号）
  - 平均的アンバランス #9 （COMICポプリクラブ 2009年4月号）
  - 平均的アンバランス #10 （COMICポプリクラブ 2009年5月号）
7. 『24時間★ふぇちも～ど♥』 （2011年2月24日発売[9]、マックス〈ポプリコミックス〉、ISBN 978-4-86379-040-7）
  - 部活の後は… （COMICポプリクラブ 2009年10月号）
  - お嬢サマの威厳 （COMICポプリクラブ 2010年6月号）
  - 無口男＋元気印な隣のスパッツ＝幼馴染! （COMICポプリクラブ 2010年7月号）
  - 実は委員長は…。 （COMICポプリクラブ 2010年3月号）
  - 本気の芸術魂 （COMICポプリクラブ 2010年5月号）
  - この襖、一枚先に… （COMICポプリクラブ 2010年8月号）
  - 女医に必要な活動成分は…!? （COMICポプリクラブ 2010年9月号）
  - 妹に!SU!パッツ!! （COMICポプリクラブ 2010年1月号）
  - 新しい方向「性」!? （COMICポプリクラブ 2009年12月号）
  - 秘密から始まるお付き合い （COMICポプリクラブ 2009年9月号）
  - 屋上で!? （COMICポプリクラブ 2010年6月号）
  - ふぇちも〜ど的おまけ （描き下ろし）
8. 『なかだし♥コスプレイ』 （2012年2月発売、エンジェル出版〈エンジェルコミックス〉、ISBN 978-4-87306-412-3）
  - こすぷれHじゃない!? （メンズヤングスペシャル雷 Vol.5〈メンズヤング2008年3月号増刊〉）
  - 当フィットネスジムでエクササイズしま専科? （メンズヤング 2011年11月号）
  - 計画的コスプレ遊戯 （メンズヤングスペシャル雷 Vol.19 〈メンズヤング2011年8月号増刊〉）
  - 神社の裏家業!! （メンズヤングスペシャル雷 Vol.15〈メンズヤング2010年9月号増刊〉）
  - マジカルピるピ!! ① - ⑤（最終話） （メンズヤングスペシャル雷 Vol.7 - Vol.12〈メンズヤング2008年9月号増刊 - 2009年12月号増刊〉）
  - 特別! ナースコーる♪ （メンズヤングスペシャル雷 Vol.1〈メンズヤング2007年3月号増刊〉）
9. 『なかだしにオススメの女のコ。』 （2012年11月21日発売、マックス〈ポプリコミックス〉、ISBN 978-4-86379-082-7）
  - 「あんなコンナストレッチ♪」 （COMICポプリクラブ 2012年7月号）
  - 「友人のお母さんはエロいんです｡」 （COMICポプリクラブ 2012年10月号）
  - 「引っ越しのその日の内に!?」 （COMICポプリクラブ 2012年4月号）
  - 「はっぴーばーすでい測定♥」 （COMICポプリクラブ 2012年5月号）
  - 「街の調教屋さん♪」 （COMICポプリクラブ 2012年1月号）
  - 「当たり屋木々野ちゃん♥」 （COMICポプリクラブ 2012年6月号）
  - 「実践!!保健体育!!」 （COMICポプリクラブ 2012年3月号）
  - 「鞘子さんと俺」 （COMICポプリクラブ 2012年2月号）
  - 「ゴッドハンドにご用心!」 （COMICポプリクラブ 2011年12月号）
  - 「クリスマスイヴはピンク公園で♪」  （COMICポプリクラブ 2011年3月号）
  - 「義母さんと俺」 （COMICポプリクラブ 2010年10月号）
  - 「おまけ！細胞を見てみよう！」 （描き下ろし）
10. 『子宮の扉をこじ開けて』 （2015年6月24日発売、マックス〈ポプリコミックス〉、ISBN 978-4-86379-358-3）
  - ゾンビとプール♡ ポロリもあるよ♪ （描き下ろし）
  - 別に腐ってなんかないんだからね。 （COMICポプリクラブ 2015年1月号）
  - 初詣 OF THE ZOMBIE （COMICポプリクラブ 2015年3月号）
  - アイドルで売れることとはニーズに合わせること! （COMICポプリクラブ 2015年5月号）
  - サンタさんが最高のプレゼントをくれました。 （COMICポプリクラブ 2015年2月号）
  - どこにでもある魅惑の試食コーナー! （COMICポプリクラブ 2014年12月号）
  - アンタの支配者私でしょ! （COMICポプリクラブ 2014年11月号）
  - 奴隷には最高のアメを。 （COMICポプリクラブ 2014年3月号）
  - こんな生徒のヒエラルキートップはいかが? （COMICポプリクラブ 2014年1月号）
  - あんな生徒のヒエラルキートップとのデートはいかが? （COMICポプリクラブ 2014年2月号）
  - ナース天国☆ （COMICポプリクラブ 2013年4月号）
  - ゾンビとプール プールの後はちゃんと身体を洗おう編 （描き下ろし）

### 未収録作品
- えっち!すけっち!にゅーたっち! （COMICポプリクラブ 2012年12月号）